# Tagadá

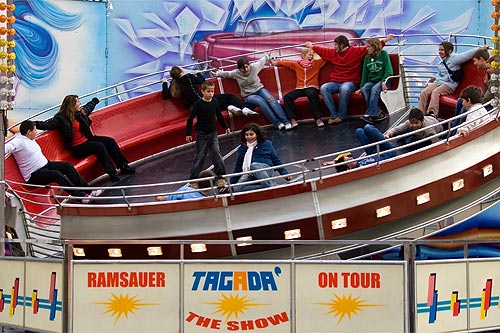
Personas montando en el tagadá

El tagadá, llamado por algunos Samba, Zamba, Lambada, La olla o Cazuela, es una atracción mecánica que se encuentra en la mayoría de los parques de diversiones y ferias, siendo una de las atracciones mecánicas más clásicas y siendo la atracción estrella entre los jóvenes adolescentes.  

## Características
Está instalado sobre un remolque o semirremolque de 10 a 12 metros de altura, tiene un diámetro total de entre 8 y 12 m, mientras que el diámetro de la plataforma giratoria es de 7 metros con una capacidad de hasta 40 personas.
En referencia a la plataforma giratoria, en algunas versiones, disponen de colchonetas que ocupan un diámetro desde 2m a toda la plataforma. Se conoce también como "hamburguesa".
La fuerza de los cilindros neumáticos tiene una potencia de 7 bares , que son capaces de levantar el disco giratorio lo necesario para hacer un juego seguro y divertido.
La mayoría de los tagadá cuentan con un pasamanos, el cual es de acero.
Además, para hacer girar el disco se utiliza un motor neumático y se controla aumentando o disminuyendo el flujo de aire en el motor. 
Todo ello está controlado mediante una consola de mandos, donde algunas disponen de modo automático (el controlador sólo se preocupa en verificar que todo funcione bien) y otras donde todos los controles son manuales (generalmente palancas que accionadas hacen aumentar o disminuir la presión).
Tiene una capacidad máxima de 35 personas. Dado que sus movimientos son muy fuertes y a veces bruscos esta atracción no es apta para niños. En efecto, es posible que al entrar a esta atracción se pueda ver una barra de control de estatura que determina el mínimo requerido para su uso. El uso de esta atracción puede sobreestimular los canales semicirculares del oído interno, lo cual puede causar vértigo y mareos con el riesgo de provocar náuseas y vómitos, de un modo particular en personas muy sensibles al mareo.

## La excitación

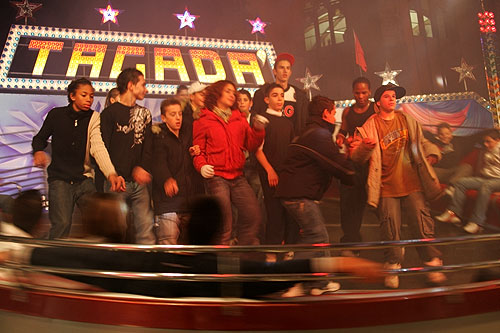
Manteniendo el equilibrio en el tagadá

La atracción tagadá es un plato giratorio en el que los que entran tienen que agarrarse fuertemente sin soltarse. Los movimientos bruscos que hace el tagadá provocan que las personas salten o reboten. La regla más importante en el tagadá es no soltarse para no caerse.
Aunque en la atracción se avisa que nadie debe soltarse del tagadá, hay personas que prefieren estar parados o bailando en el centro de la plataforma, a pesar de que es difícil mantener el equilibrio.
A esta práctica se le llama tagadánce y es practicada por gente que tiene experiencia o simples novatos.
Dada las características de la atracción, es común que se produzcan hematomas, espasmos musculares en brazos y espalda, siendo todos ellos de forma temporal. 
Generalmente las canciones que se reproducen en la atracción son del estilo electrónica o comercial, pero hay quienes ponen la música más movida y alocada, aumentando la velocidad de las canciones.
En España, es común que la misma persona que controla la atracción también interactúe con ellos mediante la voz, dando instrucciones para seguir el juego, utilizando para ello metáforas, burlas y pareados.

## El fabricante
Fabbri Group es uno de los fabricantes más reconocidos a nivel mundial por sus clásicas atracciones tales como: Evolution, Crazy Dance, Kamikaze, y tagadá.
La empresa es fabricante oficial de tagadá en el mundo, cualquier otro tagadá que no sea de fabbri no tendrá el mismo funcionamiento y, por ejemplo, el corte en diagonal que tienen los asientos en el tagadá.
En España, algunos pequeños talleres, fabrican tagadás que, de hecho, son los que podemos encontrar en las principales ferias de España.